# Ocker Repelaer van Driel

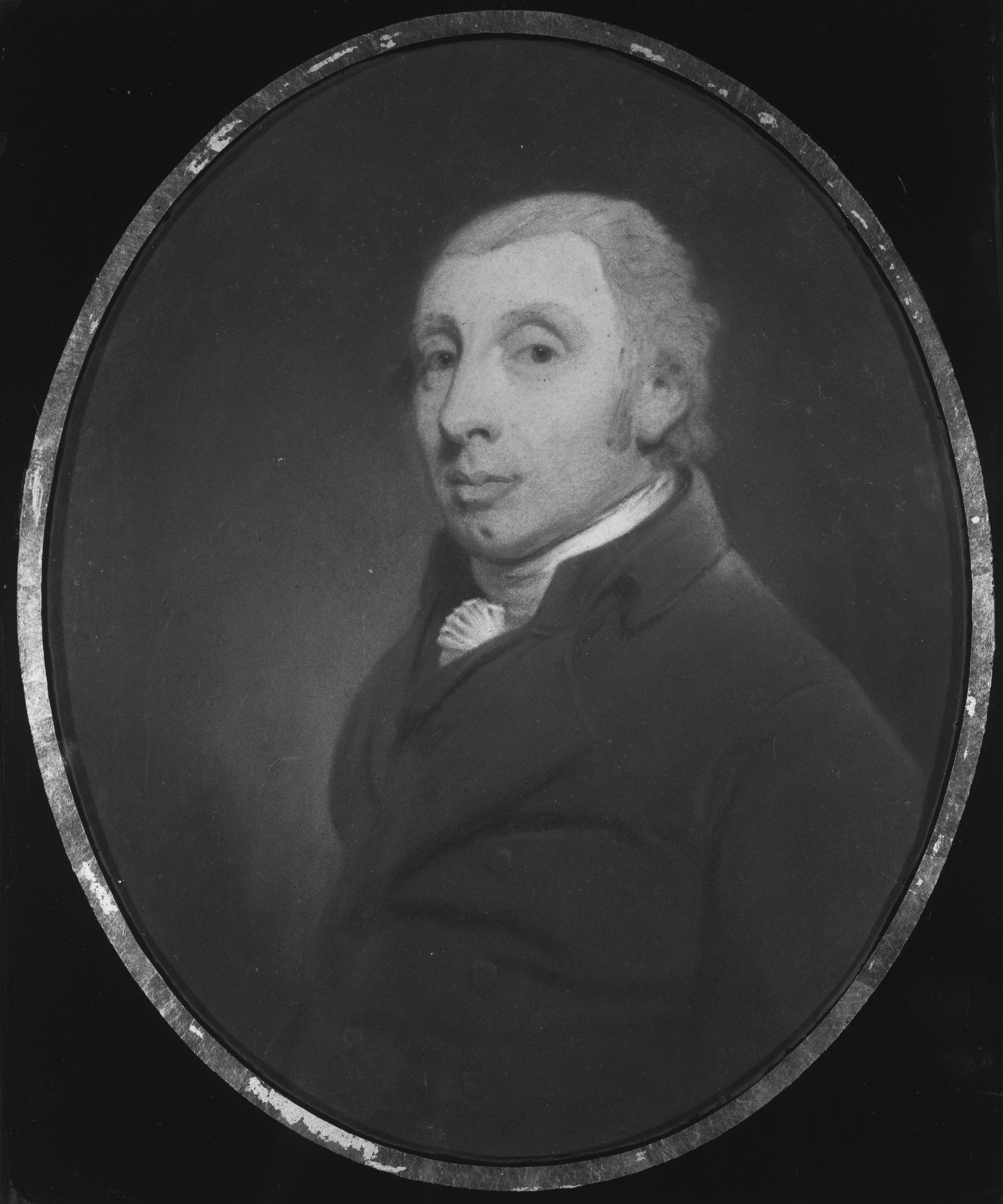
Ocker Repelaer van Driel

Jonkheer Ocker Repelaer van Driel (* 17. Oktober 1759 in Dordrecht; † 26. Oktober 1832 in Den Haag) war ein niederländischer Politiker, der als Anhänger der Orangisten 1795 wegen Hochverrats verhaftet wurde. Das anfängliche Todesurteil wurde schließlich in Gefängnisstrafe umgewandelt. Im Königreich Holland war er unter König Louis Bonaparte zwischen 1806 und 1810 Mitglied des Staatsrates (Raad van State) sowie von 1813 und 1814 Mitglied des Verfassungsausschusses. Nach Gründung des Königreichs der Vereinigten Niederlande bekleidete er zwischen 1815 und 1818 das Amt als Generalkommissar für Unterricht, Künste und Wissenschaften. Ihm wurde 1818 der Titel Staatsminister verliehen und er fungierte zwischen 1819 und 1820 als kommissarischer Minister für Wasserwirtschaft.

## Leben
Ocker Repelaer van Driel, der aus dem Geschlecht Repelaer stammte, war der Sohn des Dordrechter Bürgermeisters Hugo Repelaer (1730–1804) und Susanna Catharina Gevaerts (1738–1766) sowie ein älterer Bruder des Politikers Johan Repelaer van Molenaarsgraaf (1760–1835). Nach Abschluss seines Studiums der Rechtswissenschaften an der Hochschule Leiden (Leidsche Hogeschool) als Kandidaat und Doktor der Rechte begann er seine politische Karriere 1787 als Mitglied des Rates von Dordrecht. Als Anhänger Orangisten wurde er nach Ausrufung der Batavischen Republik 1795 als Ratsmitglied abgesetzt und wegen Hochverrats verhaftet. Im darauf folgenden Prozess forderte sein späterer Kabinettskollege und damalige Generalprokurator Cornelis Felix van Maanen 1797 die Todesstrafe gegen ihn. Diese wurde schließlich in eine vierjährige Freiheitsstrafe umgewandelt, die er im Gevangenpoort in Den Haag verbüßte.
Nach seiner Freilassung bekleidete Repelaer van Driel ab 1803 wieder öffentliche Ämter und war nach Gründung des Königreichs Holland unter König Louis Bonaparte zwischen 1806 und 1810 Mitglied des Staatsrates (Raad van State). Er war zwischen dem 16. Juni 1808 und dem 30. November 1808 zunächst Mitglied sowie im Anschluss vom 30. November 1808 bis 1. Januar 1809 Präsident der Kriegs- und Marineabteilung (Sectie Oorlog en Marine) des Staatsrates. 1813 nahm er an den Beratungen über die Bildung einer provisorischen Regierung teil und wurde am 28. August 1814 zum Jonkheer erhoben. Nach Gründung des Königreichs der Vereinigten Niederlande wurde er am 16. September 1815 Generalkommissar für Unterricht, Künste und Wissenschaften (Commissaris-generaal van Onderwijs, Kunsten en Wetenschappen) und bekleidete das Amt des Bildungsministers bis zum 19. März 1818, woraufhin Anton Reinhard Falck seine Nachfolge antrat. Als Generalkommissar ordnete er 1817 die Wiederöffnung der 1798 geschlossenen Universität Leiden an und bewirkte zugleich 1817 die Gründung der Universität Gent sowie der Universität Lüttich. Daneben fungierte zwischen dem 16. September 1815 und dem 19. März 1818 als kommissarischer Generaldirektor des reformierten Gottesdienstes (directeur-generaal van de Hervormde Eredienst ad interim).
Ocker Repelaer van Driel wurde am 28. März 1818 der Titel Staatsminister (Minister van Staat) verliehen und behielt diesen bis zu seinem Tode am 26. Oktober 1832. Er vertrat zudem zwischen dem vom 7. Juli 1818 und seinem Tode am 26. Oktober 1832 die Ritterschaft im Parlament (Provinciale Staten van Holland) die damalige Provinz Holland. Als Nachfolger von Charles Joseph d’Ursel übernahm er am 1. Juli 1819 kommissarisch das Amt als Minister für Wasserwirtschaft (Minister van Waterstaat ad interim) und hatte dieses bis zum 1. Januar 1820 inne. Er war fungierte des Weiteren von 1822 bis zur Belgischen Revolution 1930 als Präsident der Allgemeinen Gesellschaft zur Förderung der Volksindustrie (Algemeene Maatschappij tot bevordering van volksvlijt) in Brüssel, ein 1822 von König Wilhelm I. zur Förderung der wirtschaftlichen Entwicklung des Landes gegründetes Unternehmen, sowie zugleich als Gouverneur von De Nederlandsche Bank in Brüssel.
Er war Ehrenmitglied der Académie impériale et royale de Bruxelles.